# Spinefarm Records
Spinefarm Records este o casă de discuri din Helsinki, Finlanda concentrată în special pe artiști heavy metal. În 1999, o sub-casă de discuri intitulată Spikefarm Records a fost înființată de Sami Tenetz din Thy Serpent. Din 2002, Spinefarm face parte din Universal Music Group, dar lucrează independent.

## Formații
- Amorphis
- Babylon Whores
- Barathrum
- Beto Vázquez Infinity
- The Black League
- Charon (trupă)
- Children of Bodom
- Dark Tranquillity
- Darkwoods My Betrothed
- Dreamtale
- Eilera
- Ensiferum
- Eternal Tears of Sorrow
- For My Pain
- Funebre
- Hevein
- Impaled Nazarene
- Kiuas
- The Kovenant
- Lullacry
- Machinae Supremacy
- Malpractice
- myGRAIN
- Nightwish
- Norther
- Rotten Sound
- Satyricon
- Sentenced
- Sethian
- Sinergy
- Sonata Arctica
- Sororicide
- Swallow the Sun
- Tarja Turunen
- Tarot
- The Machete
- Throne of Chaos
- Thy Serpent
- To/Die/For
- Twilightning
- Virtuocity
- Warmen

### Spikefarm
- Ajattara
- Amoral
- Beherit
- Code
- Demigod
- Entwine
- Finntroll
- Kalmah
- Malummeh
- Moonsorrow
- Noumena
- Ram-Zet
- Rapture
- Reverend Bizarre
- Shape of Despair
- Silentium
- Sólstafir
- To Separate the Flesh from the Bones

### Ranka Recordings
- Aavikko
- Giant Robot
- Timo Rautiainen & Trio Niskalaukaus
- Turmion Kätilöt
- Viikate

### Ranch
- The Black League
- The Flaming Sideburns
- Peer Günt